# Gays for Trump

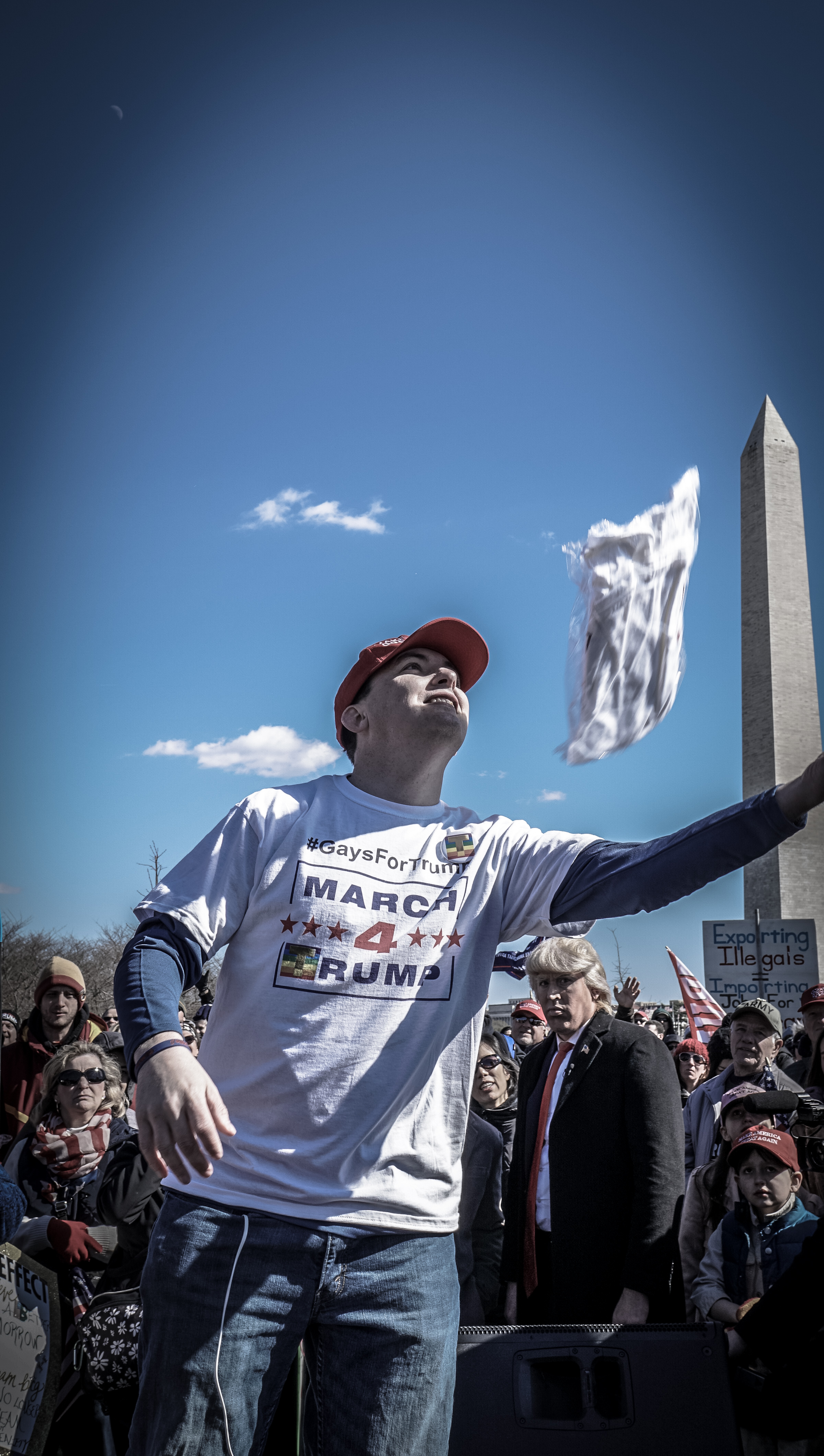
Un hombre vistiendo una camiseta de Gays for Trump en el 4 de marzo, en el raily de Washington D. C., en marzo

Gays for Trump es una agrupación estadounidense LGBT creada en 2016 con el fin de apoyar la candidatura presidencial de Donald Trump, así como posteriormente su gestión como presidente de los Estados Unidos. Su primer y actual presidente es Peter Boykin. En su declaración de principios se definen como una organización que propugna el conservadurismo LGBT en los aspectos morales, sociales y económicos, siendo muchos de sus miembros cercanos al Partido Republicano. Realizan activismo para su visibilización como grupo de homosexuales que aprueban la administración Trump y sus políticas, desmintiendo a quienes afirman que Donald Trump es homofóbico, aseverando y a su vez reconociéndose a sí mismos  como parte de las personas homosexuales que se desmarcan de los prejuicios vinculados al "estilo de vida gay". Son críticos hacia los liberales y la izquierda política del movimiento LGBT.
Entre sus ideales políticos destaca el homonacionalismo, resaltando los valores del nacionalismo estadounidense y manifestándose en contra de la inmigración ilegal y el radicalismo islámico en el país, en especial debido a lo ocurrido en la masacre de la discoteca Pulse de Orlando, donde el perpetrador del ataque terrorista juró lealtad al Estado Islámico.